# Tolmerus illucens
Tolmerus illucens là một loài ruồi trong họ Asilidae. Tolmerus illucens được Becker miêu tả năm 1923. Loài này phân bố ở vùng Cổ Bắc giới và châu Á.